# Тарасова Аглая Вікторівна
Тарасова Аглая Вікторівна (нар. 18 квітня 1994) — російська актриса. Одна з найбільш відомих ролей актриси — роль головної героїні (Надія Лапшина) у фільмі «Лід», «Лід 2». Лауреат премії «Золотий орел» (2019) за найкращу жіночу роль у кіно.

## Біографія
Дочка актриси Ксенії Раппопорт і бізнесмена Віктора Тарасова. Навчалася в Санкт-Петербурзькому державному університеті.
Перша зйомка в 2010 році — короткометражний фільм «Цукерочки», роль Даші. У 2012 році знялася у фільмі «Після школи», де грала роль Фріди. У 2014 році здобула популярність після появи в одній з головних ролей — Софії Калініної — у серіалі «Інтерни». У 2018 році відбулася перша головна роль у «великому» кіно — фільм «Лід», в якому Аглая виступила в образі фігуристки Надії Лапшиної.

## Фільмографія
1. 2012 — Після школи — Фріда Лапшина
2. 2014 — Гетери майора Соколова — Люся («Інфанта»)
3. 2014 — Інтерни — Софія Калініна, інтерн, племінниця Купітмана
4. 2016 — Слідчий Тихонов — Галина
5. 2017 — Хороший день (короткометражный фильм) — Лєна
6. 2017 — Чисто московские убийства — Даша
7. 2017 — Осколки — Уляна, старша дочка Олега
8. 2018 — Лід — Надія Лапшина, фігуристка
9. 2018 — Звичайна жінка — Світлана
10. 2018 — Операція «Мухаббат» — Аня
11. 2018 — Танки — Ліда Катаєва
12. 2019 — Підкидьок (телесеріал) — Анна Андріївна Калініна, лейтенант міліції
13. 2019 — Щастя — це... Частина 2
14. 2020 — Марафон бажань — Марина
15. 2020 — Лід 2 — Надія Лапшина
16. 2020 — Безпринципні
17. 2020 — Бомба — Софія (Соня) Карпухіна, кастелянша в гуртожитку

## Особисте життя
З 2014 по 2016 рік Аглая зустрічалася з актором Іллею Глинниковим, разом з яким знімалася в серіалі «Інтерни».
З 2016 по 2018 рік зустрічалася з сербським актором Мілошем Биковичем — партнером актриси по фільму «Лід».
З 2019 року зустрічається з американським режисером Дарреном Аронофскі.

## Нагороди і номінації
- 2019 — Премія «Золотий орел» за найкращу жіночу роль у кіно (фільм «Лід»).